# Flers-Bourg
Flers-Bourg est un quartier de Villeneuve-d'Ascq. Il correspond à l'ancien village de la commune de Flers-lez-Lille (Nord) qui a formé en 1970 avec les communes d'Ascq et d'Annappes la ville nouvelle.
La plupart des rues créés après 1970 portent un nom commençant par la lettre F pour faire référence à Flers. On retrouve ce procédé dans d'autres quartiers.

## Dénomination
Flers-Bourg s'appelle ainsi parce qu'il correspond au bourg, c'est-à-dire le principal village de la commune de Flers-lez-Lille (qui s'appelait simplement Flers avant 1936), par opposition au Breucq, le hameau de cette même commune situé plus au nord.

## Géographie

### Délimitations
Le quartier est délimité au sud par la rue de Fives et l'Université Lille 3 ; à l'ouest par le boulevard de l'Ouest ; au nord par le boulevard de Mons ; à l'est par l'avenue du Lieutenant Colpin, le chemin de la Plume d'Ange jusqu'à l'église Saint Pierre, la rue Jeanne d'Arc et la fin de la rue Alexandre Detroy jusqu'à la rue de Fives.

## Histoire

### Depuis 1970
L'EPALE réalise des constructions dans le quartier entre 1973 et 1982.
En mai 1995, la station de métro Fort de Mons ouvre.
En 2010, un square en l'honneur de l'ancien maire de Flers-lez-Lille Jean Desmarests a été inauguré en février 2010 derrière le centre administratif communal Jean Jaurès, à Flers Breucq.

## Administration
- La ferme Despatures, aujourd'hui Espace Jean Carlier, rue du Général Leclerc, abrite le Service Municipal de Prévention et de Sécurité (SMPS), la police municipale villeneuvoise.

## Patrimoine et sites remarquables
- église Saint-Pierre de Flers-Bourg (XVe siècle, mais fondations antérieures au XIe siècle).
- Maisons ouvrières du XIXe siècle, rue Chateaubriand.
- La plus petite maison de Villeneuve-d'Ascq, 9, rue du Maréchal Leclerc[2].
- Ferme d'en Haut (ex-cense du Fresnoy, ex-ferme Delesalle), aménagée en « Maison folie » pour Lille 2004 (estaminet associatif, salle d'exposition, salle de spectacles, studio d'enregistrement).
- Tour hertzienne de Villeneuve-d'Ascq.

À proximité :
- Château de Flers (XVIIe siècle), dans le quartier du Château.

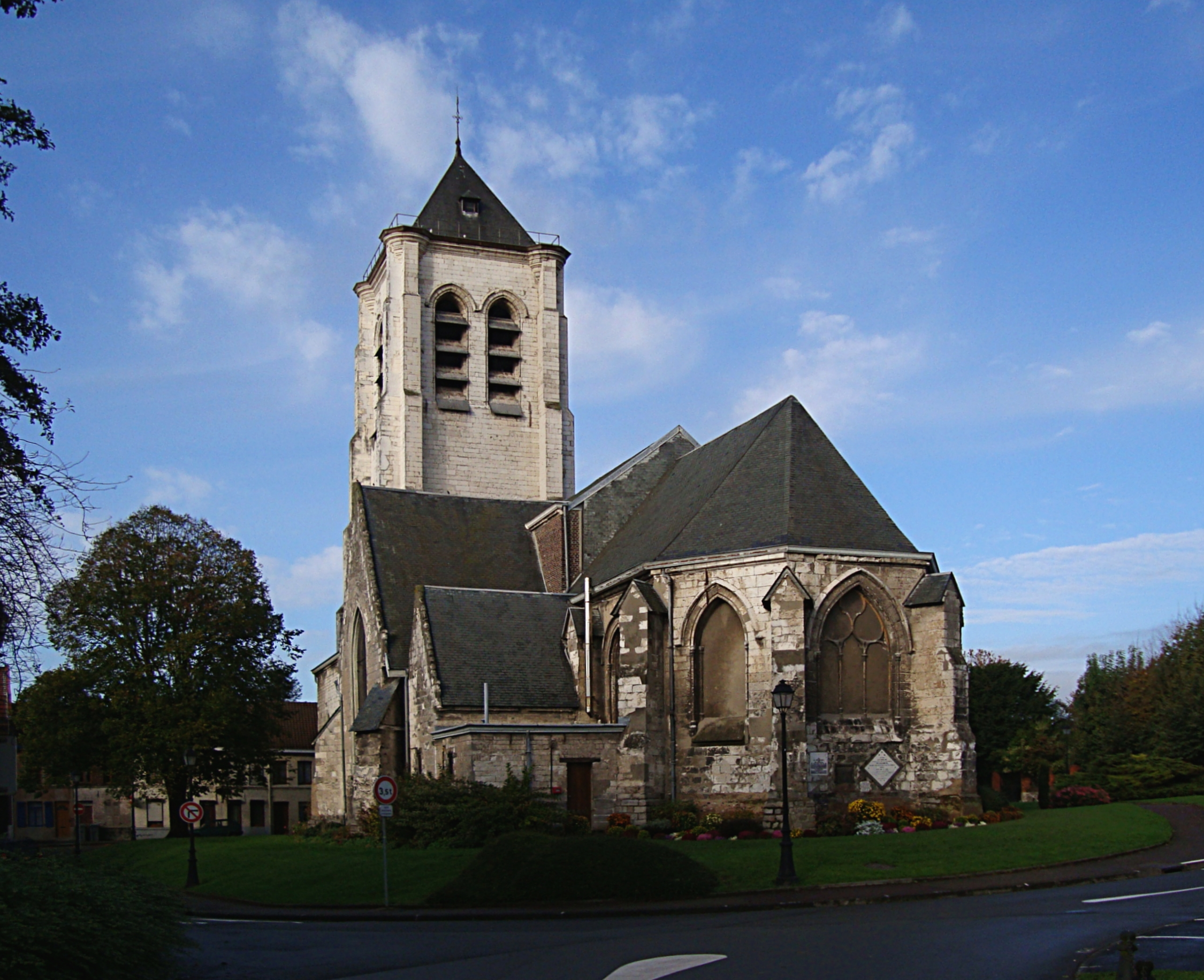
église Saint-Pierre de Flers-Bourg
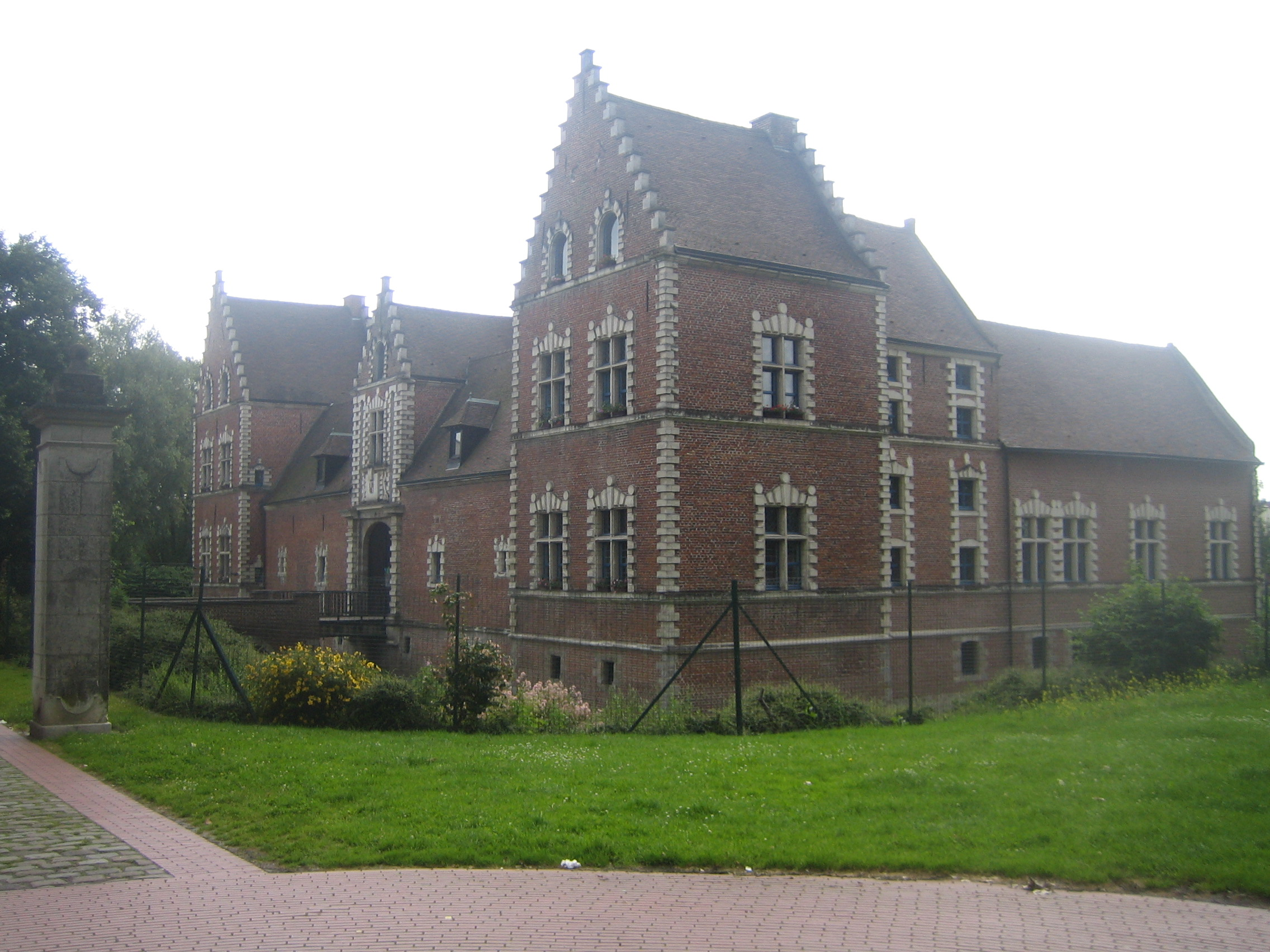
château de Flers
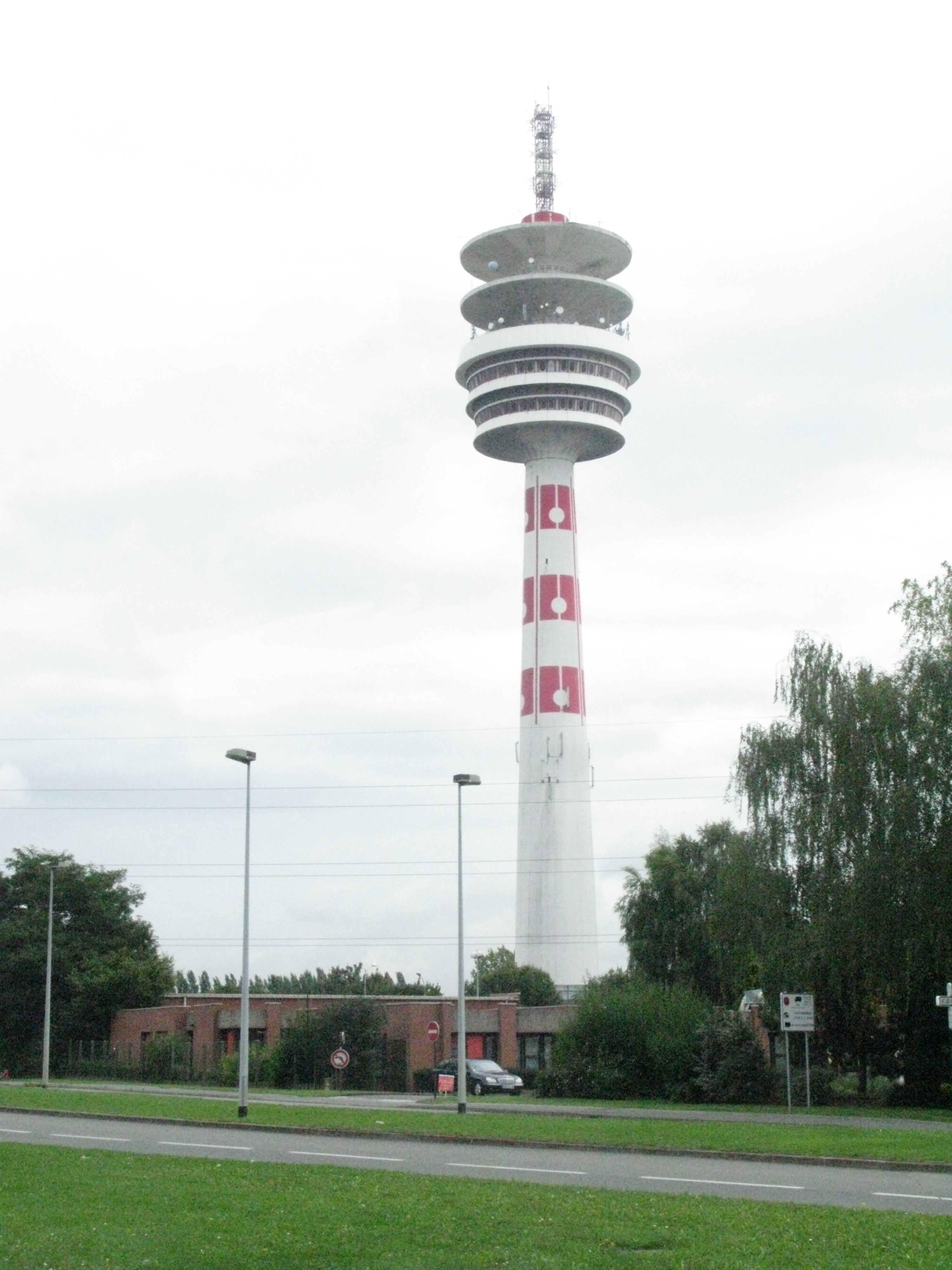
Tour hertzienne de Villeneuve-d'Ascq

## Transport
- La ligne 2 du métro de Lille exploitée par Ilévia dessert Flers Bourg via la station Fort de Mons.
- Le quartier est desservi par les lignes de bus 13, 32, CO3 et L6 du réseau Ilévia.